# معبد قبه مهر دیوانه
معبد قبه مهر دیوانه بزرگ‌ترین معبد ایزدیان در جهان است. این معبد در روستای ارمنی اکنالیچ، در استان آرماویر واقع شده است، جایی که ایزدیان بزرگ‌ترین اقلیت را تشکیل می‌دهند. روستای اکنالیچ در ۳۵ کیلومتری غرب ایروان، پایتخت ارمنستان، قرار دارد.
این معبد در سپتامبر ۲۰۱۹ افتتاح شد و مراسم افتتاحیه آن با حضور معاون نخست‌وزیر ارمنستان و دیگر مقامات ارمنی برگزار شد.
ارتفاع این معبد ۲۵ متر است و شامل هفت گنبد است که اطراف یک سقف قوسی مرکزی قرار گرفته‌اند. همچنین این معبد دارای یک مدرسه علوم دینی و موزه است. این معبد به فرشته ملک طاووس و هفت فرشته در الهیات ایزدی تقدیم شده است. گنبد اصلی و هفت گنبد اطراف آن نماد فرشتگان هستند و با خورشیدهای طلایی تزئین شده‌اند. طراحی این معبد به شدت از لالش در شمال عراق که مقدس‌ترین معبد ایزدیان و مکانی برای زیارت است، الهام گرفته شده است. در کنار معبد، یک گورستان ایزدی قرار دارد. مجسمه‌ای از برنده جایزه نوبل نادیا مراد، یک مجسمه از آندرانیک اوزانیان، فرمانده نظامی ارمنی که در اواخر دهه ۱۸۸۰ با امپراتوری عثمانی جنگید و یک صلیب حواری ارمنی که با خورشید ایزدی درهم‌تنیده شده است، قرار دارند که نشان‌دهنده همزیستی مذهبی است.
این معبد با حمایت مالی یک ایزدی ارمنی مقیم روسیه، میرزا سلویان، ساخته شد و تنها چند متر دورتر از زیارتگاه اولیه ایزدیان ارمنستان که در سال ۲۰۱۲ تأسیس شده بود، قرار دارد. طراحی این معبد توسط آرتاک قولیان، یکی از معماران برجسته ساختمان‌های مذهبی در ارمنستان انجام شده است.
ایزدیان یکی از بزرگ‌ترین اقلیت‌های قومی در ارمنستان هستند و به یک باور باستانی و یکتاپرستانه اعتقاد دارند که شباهت‌هایی با مسیحیت، هندوئیسم، یهودیت، تصوف و مزدیسنا به همراه عناصر پاگانیسم ایرانی دارد.
طبق سرشماری ارمنستان، در سال ۲۰۱۱ تعداد ۳۵٬۰۰۰ ایزدی در ارمنستان زندگی می‌کردند که عمدتاً در مناطق غربی و شمالی قفقاز جنوبی سکونت داشتند.